# The Civil Wars
I The Civil Wars sono stati un gruppo musicale statunitense composto da Joy Williams e John Paul White.

## Storia del gruppo
I cantautori Joy Williams e John Paul White si incontrano per la prima volta nel 2008, a Nashville, durante un songwriting camp. Si sono esibiti per la prima volta insieme il 7 aprile 2009 al French Quarter Cafe di Nashville. Nel giugno 2009 hanno pubblicato l'album dal vivo Live at Eddie's Attic, registrato a Decatur l'8 aprile dello stesso anno. Nel novembre 2009 il gruppo conosce una certa notorietà sul web dopo l'utilizzo del brano Poison & Wine in un episodio della serie Grey's Anatomy. Nello stesso mese viene pubblicato l'EP omonimo, composto da quattro tracce e prodotto da Charlie Peacock.
Nel febbraio 2011 il gruppo ha pubblicato l'album Barton Hollow. Registrato a Nashville, l'album raggiunge la 10ª posizione della Billboard 200 e riceve due Grammy Awards ("Miglior album folk" e "Miglior performance country di un duo/gruppo"). Il disco viene accolto calorosamente dalla critica; la BBC lo descrive come «un disco senza tempo, anacronistico». Nel medesimo anno si dedicano ad un'intensa attività concertistica, dapprima in supporto della cantante Adele e in seguito come headliner. Nel dicembre 2011 collaborano con Taylor Swift per Safe & Sound, tratto dalla colonna sonora del film Hunger Games.
Nel 2012, nel mezzo della lavorazione del secondo disco, hanno annunciato una pausa dovuta a dissidi interni e hanno cancellato tutte le date dal vivo in programma. Nell'agosto 2013 hanno pubblicato The Civil Wars, album omonimo edito dalla Columbia Records. Il disco ha debuttato direttamente in vetta alla Billboard 200, vendendo negli Stati Uniti 116 000 copie durante la prima settimana.
Nell'edizione 2013 vincono il loro terzo Grammy Award nella categoria "Grammy Award alla miglior canzone scritta per i media visivi" grazie alla collaborazione con Taylor Swift (Safe & Sound). L'anno successivo sono nuovamente premiati, nella categoria "Miglior interpretazione country di un duo o un gruppo", con il brano From This Valley.
Il 5 agosto 2014, a un anno di distanza dall'uscita dell'album eponimo, il duo ha comunicato la decisione di sciogliersi definitivamente. Nel 2023 il duo ha partecipato individualmente alla registrazione di una nuova versione di Safe & Sound, pubblicata sotto i nomi di Joy Williams e John Paul White.

## Formazione
- Joy Williams - voce, pianoforte
- John Paul White - voce, chitarra elettrica, chitarra acustica

## Discografia

### Album in studio
- 2011 - Barton Hollow
- 2013 - The Civil Wars

### Album dal vivo
- 2009 - Live at Eddie's Attic

### EP
- 2009 - Poison & Wine
- 2011 - Tracks in the Snow
- 2013 - Between the Bars
- 2013 - Bare Bones

### Singoli
- 2009 - Poison & Wine
- 2011 - Barton Hollow
- 2011 - Dance Me to the End of Love
- 2011 - Birds of a Feather (Live)
- 2012 - Billie Jean
- 2012 - Kingdom Come
- 2013 - The One That Got Away
- 2013 - Dust to Dust

## Riconoscimenti
- Grammy Award
  - 2012 – Miglior album folk per Barton Hollow[6]
  - 2012 – Miglior interpretazione country di un duo o un gruppo per Barton Hallow[6]
  - 2013 – Miglior canzone scritta per i media visivi per Safe & Sound[12]
  - 2013 – Candidatura alla miglior interpretazione country di un duo o un gruppo per Safe & Sound[12]
  - 2014 – Miglior interpretazione country di un duo o un gruppo per From This Valley[13]
- Golden Globe
  - 2013 - Candidatura alla miglior canzone originale per Safe & Sound (Hunger Games)[16]
- ASCAP Awards
  - 2011 – Vanguard Award[17]
- CMT Music Awards
  - 2011 – Candidatura al video di un duo dell'anno per Barton Hallow[18]
  - 2012 – Candidatura al video di un duo dell'anno per Poison & Wine[19]
  - 2012 – Candidatura al video collaborativo dell'anno per Safe & Sound[19]
- Country Music Association Awards
  - 2011 – Candidatura al Duo vocale dell'anno[20]
  - 2012 – Candidatura al Duo vocale dell'anno[21]
  - 2012 – Candidatura all'evento musicale dell'anno per Safe & Sound[21]